# Whiteberry
Whiteberry (ホワイトベリー?) fue un grupo de música originário de Hokkaidō, Japón formado por solamente chicas.

## Biografía
La banda - Yuki Maeda cantante, Aya Inatsuki guitarrista, Yukari Hasegawa bajista, Mizusawa Rimi teclista, y Erika Kawamura baterista – comenzó en 1994. La banda se llamaba Strawberry Kids En 1999 fueran descubiertas por la banda popular de rock Judy & Mary y luego Whiteberry se une a discográfica Sony Japan's Pop Artist.
Whiteberry lanzó la música para la abertura de serie de anime, Pokémon.
Fueran llamadas para grabar dus canciones para el álbum de banda sonora para serie de anime  Superior Defender Gundam Force.
Cesaron sus actividades en 2004.
El tema "Natsumatsuri" fue utilizado como el ending del 12º episodio de la serie ReLIFE en 2016.

## Discografía

### Sencillos[8]
- YUKI (8/12, 1999)
- Whiteberryの小さな大冒険 (19/4, 2000)
- Natsu Matsuri (夏祭り, Natsu Matsuri) (9/8, 2000)
- Akubi (あくび, Akubi) (8/11, 2000)
- Sakura Nakimichi (桜並木道, Sakura Nakimichi) (11/4, 2001)
- Kakurenbo (かくれんぼ, Kakurenbo) (18/7, 2001)
- Tachiiri Kinshi (立入禁止, Tachiiri Kinshi) (2/11, 2001)
- Jitensha Dorobou (自転車泥棒, Jitensha Dorobou) (26/9, 2002)
- BE HAPPY (23/10, 2002)
- Koe ga nakunaru made (声がなくなるまで, Koe ga nakunaru made) (27/11, 2002)
- Shinjiru Chikara (信じる力, Shinjiru Chikara) (11/2, 2004)

### Álbumes[8]
- After school (4/8, 1999)
- Hatsu' (1/9, 2000)
- Chameleon (23/1, 2002)
- KISEKI - the best of Whiteberry (28/4, 2004)

### Videografía[8]

#### Videoberry 1 (14 de junio de 2000)[9]
Faixas:
| # | Música                           |
| - | -------------------------------- |
| 1 | Tsuugakuro                       |
| 2 | YUKI                             |
| 3 | Whiteberry no chiisana daibouken |

#### Videoberry 2 (20 de diciembre de 2000)[9]
Faixas:
| # | Música        |
| - | ------------- |
| 1 | Natsu Matsuri |
| 2 | Akubi         |
| 3 | Negai hoshi   |

#### Videoberry 3 (20 de marzo de 2002)[9]
Faixas:
| # | Música             |
| - | ------------------ |
| 1 | Sakura namikimichi |
| 2 | Kakurenbo          |
| 3 | Taiiri kinshi      |

#### Videoberry Final (23 de junio de 2004)[9]
Faixas:
| #  | Música                           |
| -- | -------------------------------- |
| 1  | Tsuugakuro                       |
| 2  | YUKI                             |
| 3  | Whiteberry no chiisana daibouken |
| 4  | Natsu Matsuri                    |
| 5  | Akubi                            |
| 6  | Sakura namikimichi               |
| 7  | Kakurenbo                        |
| 8  | Taiiri kinshi                    |
| 9  | Jitensha dorobou                 |
| 10 | Shinjiru chikara                 |
| 11 | Haru no koi no uta               |